# Roberto Devereux

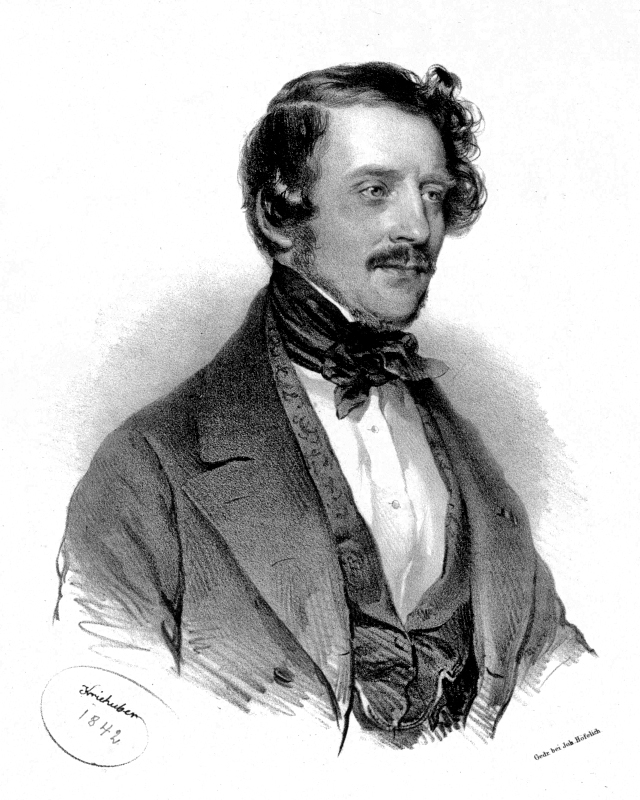
Gaetano Donizetti

Roberto Devereux (ou Roberto Devereux, ossia Il conte di Essex) é uma ópera (tragédia lírica) composta por Gaetano Donizetti e com  libretto em italiano de Salvatore Cammarano, baseado em Elisabeth d'Angleterre de François Andelot, embora Devereux fosse o tema de pelo menos outras duas obras francesas: Le Comte d'Essex de Thomas Corneille e Le Comte d'Essex de La Calprenede. A ópera tem três atos e a sua estreia ocorreu em 29 de outubro de 1837 no Teatro San Carlo de Nápoles, sendo então protagonizada por Giuseppina Ronzi De Begnis, seguida por Veneza, com Caroline Ungher, Lisboa (1838) e Paris com Giulia Grisi.
A ópera é baseada vagamente na vida de Robert Devereux, segundo conde de Essex, um influente membro da corte da rainha Isabel I de Inglaterra. A trama de Roberto Devereux não era nada original, pois baseia-se no libreto de Felice Romani Il Conte d'Essex de 1833, originalmente com música de Saverio Mercadante. A viúva de Romani acusou Cammarano de plágio, embora a prática de roubar enredos fosse muito habitual entre os teatros de ópera rivais da Itália de então.
É uma das óperas de Donizetti que tratam do período Tudor na história inglesa, onde se inclui ainda Anna Bolena, Maria Stuart e Il castello di Kenilworth. Os personagens femininos principais das óperas Anna Bolena, Maria Stuart e Roberto Devereux têm sido chamadas as "três rainhas de Donizetti."  Ganharam certa fama na década de 1970, quando a soprano norte-americana Beverly Sills as promoveu como série na Ópera da Cidade de Nova Iorque.
Assinale-se que, "embora o enredo jogue com a história, a ópera tem a sua própria marca de convicção dramática".

## História
Roberto Devereux teve a sua estreia em 29 de outubro de 1837 no Teatro San Carlos, em Nápoles. Em poucos anos, o êxito da ópera fez com que fosse representada na maior parte das cidades europeias, incluindo Paris em 27 de dezembro de 1838. Em Espanha, a estreia foi no Teatro de la Santa Cruz de Barcelona, em 1838. Em 1843 foi cantada por Giuseppina Strepponi em Bolonha. Estreou em Havana em 1839, em Nova Iorque em 15 de janeiro de 1849, em Buenos Aires em 1854, em Viena em 1844 e Londres em 24 de junho de 1841 com Grisi e em 1845 por Pauline Viardot García em São Petersburgo. O último "revival" foi em Pavia em 1882.
Entre 1882 e 1964, quando se repôs no Teatro de San Carlos de Nápoles, parece que não foi levada à cena. Um dos mais difíceis papéis da literatura belcantista, Isabel de Inglaterra, foi recuperado em 1964 pela soprano turca Leyla Gencer. Foi seguida por Montserrat Caballé em 1965 e em 1970 por Beverly Sills, a primeira a cantá-la completa. Em 1994 foi cantada por Edita Gruberova e em 2007 por Dimitra Theodossiu.
Roberto Devereux foi representada pela primeira vez na New York City Opera em outubro de 1970como primeira parte da trilogia das "Três rainhas". Foi representada regularmente nos teatros de ópera durante a década de 1980 e em versões de concerto pela Orquestra da Ópera de Nova Iorque em janeiro de 1991 (com Vladimir Chernov),  Royal Opera House, Covent Garden em julho de 2002, e Washington Concert Opera em 2004. Em 2009, houve representações da Ópera de Dallas, da Ópera de Las Palmas, no Festival da Opera Holland Park, e em 2010 produções em Mannheim e Roma. 2010 teve representações dadas pela Ópera de Minnesota e pela Bayerische Staatsoper de Munique mais a primeira no Québec em novembro na Opéra de Montréal.
Esta ópera é pouco representada; nas estatísticas do site Operabase aparece como a n.º 160 das óperas representadas em 2005-2010, sendo a 51.ª em Itália e a sétima de Donizetti, com 19 representações no período.

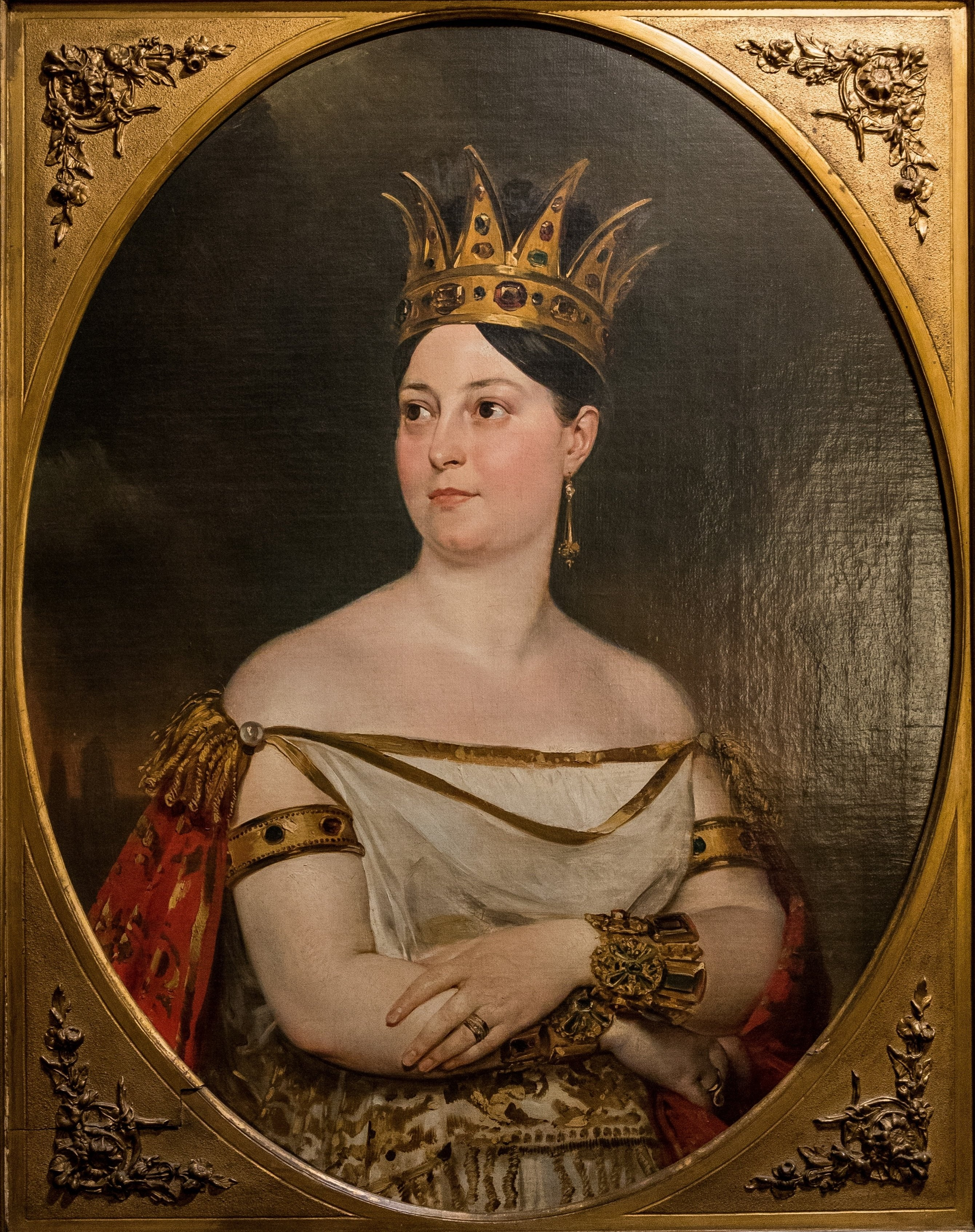
Giuseppina Ronzi, a primeira Rainha Isabel

## Personagens
| Personagem                                                        | Tessitura    | Elenco da estreia, 29 de outubro de 1837 (Maestro: – ) |
| ----------------------------------------------------------------- | ------------ | ------------------------------------------------------ |
| Isabel, rainha de Inglaterra                                      | soprano      | Giuseppina Ronzi de Begnis                             |
| Duque de Nottingham                                               | barítono     | Paul Barroilhet                                        |
| Sara, duquesa de Nottingham                                       | mezzosoprano | Almerinda Manzocchi Granchi                            |
| Roberto Devereux, conde de Essex                                  | tenor        | Giovanni Basadonna                                     |
| Lord Cecil                                                        | tenor        | Timoleone Barattini                                    |
| Sir Walter Raleigh                                                | baixo        | Anafesto Rossi                                         |
| Um pajem                                                          | contralto    | Giuseppe Benedetti                                     |
| Um criado de Nottingham                                           | baixo        |                                                        |
| Senhores do parlamento, cavaleiros, pajens, guardas de Nottingham |              |                                                        |

## Sinopse
O libreto narra um período da vida de Robert Devereux, segundo conde de Essex e a sua relação com Isabel I de Inglaterra.
Lugar: Londres, Inglaterra
Época: 1598, durante o reinado de Isabel I

Ato I
Cena 1: Hall do Palácio de Westminster
Sara, Duquesa de Nottingham, chora sozinha enquanto lê um livro. As donzelas da corte expressam preocupação, mas ela diz que está feliz, enquanto interiormente revela a si mesmo que está triste. Isabel entra e afirma que por insistência de Nottingham ela concordou em ver Roberto mais uma vez, agora que ele retornou para Irlanda, acusado de traição. Para o desânimo de Sara, a rainha revela seu amor por Roberto. Cecil entra e anuncia que o Parlamento está esperando por uma resposta da rainha em relação à Roberto.
Roberto entra e Isabel declara seu amor por ele, sendo essa conversa ouvida por Sara, ficando por sua vez mais perturbada. Agora completamente a sós, Isabel dá a Roberto um anel como penhor por sua segurança. A rainha completamente ciumenta quer saber quem Roberto ama, mas ele nega que tem um amor e a rainha deixa a cena.
O Duque Nottngham, amigo de Roberto enta e dois homens começam a discutir a situação de Roberto e a preocupação de Nottingham sobre o comportamento de sua esposa, após observar que ela estava bordando um lenço azul. Os dois homens são interrompidos por Cecil.
Cena 2: Apartamento de Sara
Sara está sozinha quando Roberto entra, declarando que ela fosse infiel, pois ela casou-se com Nottingham enquanto ele estava na Irlanda. Ela se defende dizendo que essa era a ideia da rainha e que ela foi forçada. No mesmo momento, vendo o anel no dedo de Roberto, ela supõe que isso seja um símbolo de amor da rainha e diz que eles nunca mais devem se ver. No final do dueto (Dacchè tornasti, ahi misera) cada um declara o seu amor pelo outro e aceitam que devem dizer "adeus".
Ato II
Hall do Palácio de Westminster
A rainha aborda Cecil descobrir o que foi decidido. Cecil declara que a sentença é de morte. A rainha, pergunta para Raleigh porque o processo demorou tanto, então descobre que Roberto tinha um lenço em sua posse e ele resistiu a entregar. O objeto é entregue a ela. Duque de Nottingham entra e implora pela vida de Roberto, afirmando a sua inocência, mas a rainha continua a descrever como ela sabe sobre a infidelidade de Roberto e quando ele é trazido, o confronta. Duque de Nottingham o vê e o reconhece. Furioso, ele declara que haverá vingança, ao mesmo tempo Isabel declara que ele será perdoado, se ele revelar o nome de sua rival amorosa. Roberto se recusa e ela assina a sua sentença de morte, anunciando que um tiro de canhão será ouvido como o barulho do machado. Duque de Nottingham afirma que um machado não é uma morte adequada.
Ato III
Cena 1: Apartamento de Sara
Sozinha, Sara recebe o anel de Roberto junto de uma carta. A carta diz para Sara levar o anel até Isabel e implorar misericórdia. Antes que ela possa sair chega o Duque de Nottingham e lê a carta. Embora ela protesta a sua inocência, ele a impede de sair. Ambos escutam a marcha fúnebre de Roberto e como ele é levado até a torre e o Duque sai para concretizar sua vingança.
Cena 2: Torre de Londres
Em sua cela, Roberto pondera a respeito de porque parece que o anel não foi recebido pela rainha. Mas ele se recusa a trair Sara e quando Cecil chega na porta da cela, não é para libertar Roberto, mas para levá-lo para ser executado. Então ele é levado para longe.
Cena 3: Hall  do Palácio de Westminster
Isabel está triste sobre a morte iminente de Robert e se pergunta porque Sara não está lá para lhe confortar. Cecil anuncia que Robert está a caminho da execução e Sara chega despenteada. Ela dá o anel para Isabel confessando ser a amante de Robert, em vão a rainha tenta interromper a execução, mas escuta o canhão de longe anunciando a morte de Robert. Quando Duque de Nottingham chega a rainha questiona o porquê dele não permitir que o anel chegasse e ele responde que sangue era o que ele queria. Isabel é assombrada pelo corpo sem cabeça do seu amor e anseia pela sua própria morte, anunciando que James VI da Escócia deveria ser o rei. Sozinha ela beija o anel de Roberto.